# مدير الموقع (تشييد)
في صناعة البناء ، يكون مديرو المواقع مسؤولين عن جميع العمليات الهندسية في موقع المشروع. يجب على مديري المواقع الالتزام بالإطار الزمني والميزانية المخصصة للمشروع، وإدارة أي تأخيرات أو مشاكل قد تواجهها في الموقع أثناء المشروع. كما يتشاركوا في مراقبة الجودة ووالحفاظ على معايير السلامة والجودة العالية. وهم مسؤولون عن الدور التنسيق مع مختلف المعنيين، وإدارة فريق الهندسة. غالبًا ما يُطلب من مديري المواقع التعامل مع الاستفسارات والتواصل مع الجمهور. عادةً ما يتم توظيف مدير الموقع من قبل شركة إنشاءات أو مقاول أو شركة هندسة مدنية، وبعضهم يتم توظيفهم من قبل السلطات المحلية للإشراف على تجديد العقارات المملوكة للمجلس المحلي.

## المؤهلات
يمكن التأهل كمدير موقع في المملكة المتحدة من خلال عدة طرق، حيث تقدم العديد من مديري المواقع أدوار في إدارة المشاريع أو العقود. يوفر معهد البناء المعتمد (CIOB) إطارًا تعليميًا واعتماديًا للمهندسين الإنشائيين والأدوار الأخرى في الصناعة،  وبرنامج دبلوم الدراسات العليا المحدد لأولئك الذين يشغلون وظائف في البناء ولكن بدون درجة مرتبطة بالبناء مثل المشرفين.

## مسؤوليات
- تنفيذ الأعمال من خلال إدارة الأنشطة اليومية على الموقع وضمان تنفيذ الأعمال وفقًا للتصميمات والمواصفات.
- تنظيم العمل لتنسيق عمل العمال والمقاولين والموردين في الموقع.
- التعامل مع المشاكل الميدانية: حل المشكلات التي قد تنشأ خلال العمل في الموقع.
- قيادة وإدارة فريق من المهندسين في الموقع، وضمان التنفيذ الفعّال لجميع المهام الهندسية.
- الإشراف على التخطيط والتصميم وتنفيذ الأنشطة الهندسية وفقاً لجدول المشروع.
- ضمان الامتثال لمواصفات المشروع والمعايير الفنية والمتطلبات التنظيمية المحلية.
- التعاون مع مديري المشاريع والمقاولين والمعنيين الآخرين لضمان تقدم المشروع بسلاسة وحل أي مشكلات فنية.
- مراقبة أداء المشروع، وتحديد المخاطر، واتخاذ الإجراءات التصحيحية عند الحاجة.
- تنفيذ وفرض بروتوكولات السلامة لضمان بيئة عمل آمنة لجميع الأفراد.
- إدارة الموارد بكفاءة، بما في ذلك القوى العاملة والمواد والمعدات، لضمان الأداء الأمثل في الموقع.
- إعداد ومراجعة الوثائق الهندسية، بما في ذلك التقارير الفنية والخرائط والجداول الزمنية.
- توفير الدعم الفني والإرشادات لفريق الموقع وحل التحديات الهندسية المعقدة
- ضمان أن المشاريع الهندسية تُكتمل في الوقت المحدد، وضمن النطاق، وضمن الميزانية.

## المهنة والأجر
تعتمد مكافآت مديري المواقع على عدد من العوامل بما في ذلك القطاع الموجود فيه ومستوى الخبرة وحجم المشروع. مسح الرواتب لعام 2010 لصناعة البناء والبيئة المبنية أظهرت أن متوسط الراتب السنوي لمدير الموقع في المملكة المتحدة هو 36981 جنيهًا إسترلينيًا. يكسب مديرو المواقع في مناطق النمو في صناعة البناء مثل الشرق الأوسط المزيد، حيث يبلغ متوسط الدخل في جميع القطاعات وجميع مستويات الخبرة 42424 جنيهًا إسترلينيًا. 